# Laura Wandel
Pour les articles homonymes, voir Wandel.
Laura Wandel, née en 1984, est une réalisatrice et scénariste belge.

## Biographie
Laura Wandel naît en 1984. Cette réalisatrice bruxelloise, fille du réalisateur de la RTBF Richard Wandel,  se forme à l'Institut des arts de diffusion (IAD), à Louvain-la-Neuve. 
Son court métrage Les Corps étrangers est sélectionné au festival de Cannes en 2014. 
En 2021, son premier long métrage, Un monde, est sélectionné dans la section Un certain regard du festival de Cannes.

## Filmographie

### Cinéma

#### Courts métrages
- 2007 : Murs
- 2010 : O Négatif
- 2014 : Les Corps étrangers

#### Longs métrages
- 2021 : Un monde
- 2025 : L'Intérêt d'Adam

### Télévision
- 2013 : BXLx24 (série télévisée), épisodes La Cérémonie - Heure 15 et La Cérémonie - Heure 19 (courts métrages documentaires)

## Distinctions
- Festival de Cannes 2021 : Prix Fipresci Un certain regard pour Un monde
- Festival international du film d'Amiens 2021 : Prix du jury jeune pour Un monde
- Festival du film de Sarajevo 2021 : Mention spéciale, Prix spécial pour la promotion de l'égalité des genres pour Un monde
- Festival international du film de Haïfa 2021 : Encre d'or pour Un monde
- Festival du film de Londres 2021 : Prix Sutherland de la compétition premier long métrage pour Un monde
- Festival du film d'Istanbul 2022 : Prix Jeune Maître pour Un monde
- Festival du film de Göteborg 2022 : Prix Dragon pour Un monde
- Magritte 2022 : Meilleur premier film, meilleure réalisation pour Un monde
- International Cinephile Society Awards 2022 : Meilleur premier long métrage pour Un monde